# Eupithecia jasioneata
Eupithecia jasioneata là một loài bướm đêm trong họ Geometridae.